# Norwich City F.C.
Norwich City Football Club – angielski klub piłkarski, założony w Norwich w 1902 roku, występujący w Championship. Ich głównym rywalem z którymi rozgrywają derby wschodniej Anglii jest Ipswich Town, z którymi zagrali 138 razy. Piosenka kibiców „On the Ball, City” jest uważany za najstarszy utwór piłki nożnej na świecie.

## Historia
Klub powstał 17 czerwca 1902 roku, zaś pierwszy mecz rozegrał 6 września 1902. W 1905 klub stał się w pełni profesjonalny. W 1920 Norwich City był jednym z dwudziestu dwóch klubów założycielskich Division Three. Pierwszy mecz ligowy Kanarki rozegrały z Plymouth Argyle, który zakończył się remisem 1:1. W 1933 roku klub odniósł największe zwycięstwo w historii, pokonując Coventry City 10:2. W sezonie 1958/59 klub dotarł do półfinału FA Cup jako trzecioligowiec. W następnym Norwich awansowało do Division Two. W 1962 roku klub wygrał rozgrywki o Puchar Ligi, pokonując w finałowym dwumeczu Rochdale. W 1973 roku klub dotarł do finału tych samych rozgrywek, jednak uległ 1-0 Tottenhamowi. W sezonie 1984/85 klub ponownie triumfował w rozgrywkach o Puchar Ligi, po pokonaniu w finale Sunderlandu 1:0.
W 1992 roku podczas inauguracyjnego sezonu Premier League klub zajął 3. miejsce za Manchesterem United i Aston Villą. W kolejnym sezonie Norwich prezentowało się w Pucharze UEFA, jednak przegrał w 3. rundzie z Interem. W styczniu 1994 roku Mike Walker zrezygnował z funkcji menadżera zespołu i został zastąpiony przez Jana Deehana, który doprowadził klub do 12. miejsca w Premier League. W następnym sezonie Kanarki spadły do Division One. Przed zakończeniem sezonu Deehan zrezygnował z funkcji menedżera, a jego następcą został jego asystent Gary Megson. W lecie 1995 roku szkoleniowcem został Martin O’Neill. W styczniu 1996 roku do klubu powrócił Mike Walker, jednak został zwolniony dwa lata później, kiedy Norwich City zajmował 15. miejsce w tabeli. Nigel Worthington objął klub w grudniu 2000 roku.
W sezonie 2003/2004 klub zajął 1. miejsce w Division One i uzyskał awans do Premier League. W ostatniej kolejce sezonu 2004/2005 w przypadku zwycięstwa nad Fulham na Craven Cottage zespół uniknąłby spadku, jednak przegrywając 0:6 zajął ostatecznie 19. miejsce. W dniu 1 października 2006 roku zwolniony został Nigel Worthington. 15 dni później nowym szkoleniowcem został Peter Grant. 18 sierpnia 2009 roku menedżerem został Szkot Paul Lambert, który wywalczył awans do Premier League. Od czerwca 2012 menedżerem jest Chris Hughton. W sezonie 2013/14 zespół spadł do Championship. W styczniu 2015 r. trenerem klubu został Alex Neil. Pod jego wodzą Kanarki po sezonie awansowały do Premier League. W sezonie 2015/2016 zespół ponownie spadł do Championship.

## Sukcesy
Football League Second Division/Football League Championship
- I miejsce (4x): 1971/72, 1985/86, 2003/04, 2018/19
- II miejsce (1x): 2010/11
- Play-offs I miejsce (1x): 2015
- Play-offs II miejsce (1x): 2002

Football League Third Division (1921–92)/Football League One
- I miejsce (2x): 1933/34, 2009/10
- II miejsce (1x): 1959/60

Puchary
- Puchar Ligi Angielskiej (2x): 1962, 1985

## Stadion
- Nazwa: Carrow Road
- Pojemność: 27,244
- Inauguracja: 1935
- Wymiary boiska: 104 × 68 m

## Stroje i sponsorzy
| Rok       | Sponsorzy                                 | Producenci strojów                          |
| --------- | ----------------------------------------- | ------------------------------------------- |
| 1975–1976 | Brak                                      | Umbro                                       |
| 1976–1981 | Brak                                      | Admiral                                     |
| 1981–1983 | Brak                                      | Adidas                                      |
| 1983–1986 | Poll Withey Windows/ Poll Withey          | Adidas do 1984, Hummel od 1984              |
| 1986–1989 | Foster's Lager                            | Hummel (do 1987), Scoreline (do 1989)       |
| 1989–1992 | Asics                                     | Asics                                       |
| 1992–1997 | Norwich and Peterborough Building Society | Ribero od 1994, Mitre                       |
| 1997–2001 | Colman's                                  | Pony (1997–1998), Alexandra Plc (1998–2001) |
| 2001–2003 | Digital Phone Company                     | Xara                                        |
| 2003–2006 | Proton Cars/Lotus Cars                    | Xara                                        |
| 2006–2008 | Flybe.com                                 | Xara                                        |
| 2008–2011 | Norwich Union/Aviva                       | Xara                                        |
| 2011–2016 | Aviva                                     | Erreà                                       |
| 2016–2017 | Aviva Community Fund                      | Erreà                                       |
| 2017–2019 | LeoVegas                                  | Erreà                                       |
| 2019–2021 | Dafabet                                   | Erreà                                       |
| 2021–     | Lotus Cars                                | Joma                                        |

## Trenerzy
| trener              | kraj    | od        | do        |
| ------------------- | ------- | --------- | --------- |
| John Bowman         | Anglia  | 1905      | 1907      |
| James McEwen        | Szkocja | 1907      | 1908      |
| Arthur Turner       | Anglia  | 1909      | 1910      |
| Bert Stansfield     | Anglia  | 1910      | 1915      |
| Major Frank Buckley | Anglia  | 1919      | 1920      |
| Charles O’Hagan     | Anglia  | 1920      | 1921      |
| Albert Gosnell      | Anglia  | 1921      | 1926      |
| Bert Stansfield     | Anglia  | 1926      | 1926      |
| Cecil Potter        | Anglia  | 1926      | 1929      |
| James Kerr          | Anglia  | 1929      | 1933      |
| Tom Parker          | Anglia  | 1933 1955 | 1937 1957 |

| trener          | kraj    | od        | do        |
| --------------- | ------- | --------- | --------- |
| Bob Young       | Anglia  | 1937 1939 | 1938 1946 |
| Jimmy Jewell    | Anglia  | 1939      | 1939      |
| Duggie Lochhead | Szkocja | 1945      | 1950      |
| Cyril Spiers    | Anglia  | 1946      | 1947      |
| Norman Low      | Anglia  | 1950      | 1955      |
| Archie Macaulay | Szkocja | 1957      | 1961      |
| Willie Reid     | Szkocja | 1961      | 1962      |
| George Swindin  | Anglia  | 1962      | 1962      |
| Ron Ashman      | Anglia  | 1962      | 1966      |

| trener         | kraj              | od        | do        |
| -------------- | ----------------- | --------- | --------- |
| Lol Morgan     | Anglia            | 1966      | 1969      |
| Ron Saunders   | Anglia            | 1969      | 1973      |
| John Bond      | Anglia            | 1973      | 1980      |
| Ken Brown      | Anglia            | 1980      | 1987      |
| Dave Stringer  | Anglia            | 1987      | 1992      |
| Mike Walker    | Walia             | 1992 1996 | 1994 1998 |
| John Deehan    | Anglia            | 1994      | 1995      |
| Martin O’Neill | Irlandia Północna | 1995      | 1995      |
| Gary Megson    | Anglia            | 1995      | 1996      |
| Bruce Rioch    | Szkocja           | 1998      | 2000      |

| trener            | kraj              | od   | do    |
| ----------------- | ----------------- | ---- | ----- |
| Bryan Hamilton    | Irlandia Północna | 2000 | 2000  |
| Nigel Worthington | Irlandia Północna | 2000 | 2006  |
| Peter Grant       | Szkocja           | 2006 | 2007  |
| Glenn Roeder      | Anglia            | 2007 | 2009  |
| Bryan Gunn        | Szkocja           | 2009 | 2009  |
| Paul Lambert      | Szkocja           | 2009 | 2012  |
| Chris Hughton     | Irlandia          | 2012 | 2014  |
| Neil Adams        | Anglia            | 2014 | 2015  |
| Alex Neil         | Szkocja           | 2015 | 2017  |
| Daniel Farke      | Niemcy            | 2017 | 2021  |
| Dean Smith        | Anglia            | 2021 | nadal |

### Sztab szkoleniowy
- Menedżer: Dean Smith
- Asystent: Wakat
- Trener rezerw: Wakat
- Trener bramkarzy: Ed Wootten
- Menedżer akademii:
- Trener bramkarzy akademii:
- Fizjoterapeuta: Chris Burton
- Doktor:

## Obecny skład
Stan na 31 stycznia 2023
| Nr | Poz. | Piłkarz                                       |
| -- | ---- | --------------------------------------------- |
| 1  | BR   | Tim Krul                                      |
| 2  | OB   | Max Aarons                                    |
| 3  | OB   | Sam Byram                                     |
| 4  | OB   | Andrew Omobamidele                            |
| 5  | OB   | Grant Hanley (kapitan)                        |
| 6  | OB   | Ben Gibson (wicekapitan)                      |
| 8  | PO   | Isaac Hayden (wypożyczony z Newcastle United) |
| 10 | PO   | Kieran Dowell                                 |
| 11 | NA   | Adam Idah                                     |
| 13 | NA   | Marquinhos (wypożyczony z Arsenalu)           |
| 15 | OB   | Sam McCallum                                  |
| 17 | PO   | Gabriel Sara                                  |
| 18 | PO   | Christos Tzolis                               |

| Nr | Poz. | Piłkarz             |
| -- | ---- | ------------------- |
| 19 | PO   | Jacob Sørensen      |
| 20 | PO   | Przemysław Płacheta |
| 22 | NA   | Teemu Pukki         |
| 23 | PO   | Kenny McLean        |
| 24 | NA   | Josh Sargent        |
| 25 | PO   | Onel Hernández      |
| 26 | PO   | Marcelino Núñez     |
| 27 | NA   | Jonathan Rowe       |
| 28 | BR   | Angus Gunn          |
| 30 | OB   | Dimitris Giannoulis |
| 33 | BR   | Michael McGovern    |
| 37 | BR   | Daniel Barden       |
| 46 | PO   | Liam Gibbs          |

### Piłkarze na wypożyczeniu
| Nr | Poz. | Piłkarz                                             |
| -- | ---- | --------------------------------------------------- |
| 7  | PO   | Milot Rashica (w Galatasaray SK do 30 czerwca 2023) |
| 21 | PO   | Danel Sinani (w Wigan Ahletic do 30 czerwca 2023)   |
| 42 | PO   | Tony Springett (w Derby County do 30 czerwca 2023)  |

| Nr | Poz. | Piłkarz                                             |
| -- | ---- | --------------------------------------------------- |
| 45 | OB   | Jonathan Tomkinson (w Stevenage do 30 czerwca 2023) |
|    | PO   | Josh Martin (w Barnsley do 30 czerwca 2023)         |
|    | OB   | Bali Mumba (w Plymouth Argyle do 30 czerwca 2023)   |

### Najlepsi zawodnicy Norwich City
W 2008 roku, kibice Norwich wybrali w głosowaniu najlepszą „jedenastkę” w historii klubu.
- Kevin Keelan (1963–80)
- Ian Culverhouse (1985–94)
- Steve Bruce (1984–87)
- Duncan Forbes (1968–81)
- Mark Bowen (1987–96)
- Darren Huckerby (2003–08)
- Ian Crook (1986–97)
- Martin Peters (1975–80)
- Darren Eadie (1993–99)
- Chris Sutton (1991–94)
- Iwan Roberts (1997–2004)

### Gracz roku w klubie
| Rok  | Zwycięzca     |
| ---- | ------------- |
| 1967 | Terry Allcock |
| 1968 | Hugh Curran   |
| 1969 | Ken Foggo     |
| 1970 | Duncan Forbes |
| 1971 | Ken Foggo     |
| 1972 | Dave Stringer |
| 1973 | Kevin Keelan  |
| 1974 | Kevin Keelan  |
| 1975 | Colin Suggett |
| 1976 | Martin Peters |
| 1977 | Martin Peters |
| 1978 | John Ryan     |

| Rok  | Zwycięzca      |
| ---- | -------------- |
| 1979 | Tony Powell    |
| 1980 | Kevin Bond     |
| 1981 | Joe Royle      |
| 1982 | Greg Downs     |
| 1983 | Dave Watson    |
| 1984 | Chris Woods    |
| 1985 | Steve Bruce    |
| 1986 | Kevin Drinkell |
| 1987 | Kevin Drinkell |
| 1988 | Bryan Gunn     |
| 1989 | Dale Gordon    |
| 1990 | Mark Bowen     |

| Rok  | Zwycięzca       |
| ---- | --------------- |
| 1991 | Ian Culverhouse |
| 1992 | Robert Fleck    |
| 1993 | Bryan Gunn      |
| 1994 | Chris Sutton    |
| 1995 | Jon Newsome     |
| 1996 | Spencer Prior   |
| 1997 | Darren Eadie    |
| 1998 | Matt Jackson    |
| 1999 | Iwan Roberts    |
| 2000 | Iwan Roberts    |
| 2001 | Andy Marshall   |
| 2002 | Gary Holt       |

| Rok  | Zwycięzca         |
| ---- | ----------------- |
| 2003 | Adam Drury        |
| 2004 | Craig Fleming     |
| 2005 | Darren Huckerby   |
| 2006 | Gary Doherty      |
| 2007 | Darren Huckerby   |
| 2008 | Dion Dublin       |
| 2009 | Lee Croft         |
| 2010 | Grant Holt        |
| 2011 | Grant Holt        |
| 2012 | Grant Holt        |
| 2013 | Sébastien Bassong |
| 2014 | Robert Snodgrass  |

| Rok  | Zwycięzca        |
| ---- | ---------------- |
| 2015 | Bradley Johnson  |
| 2016 | Jonathan Howson  |
| 2017 | Wes Hoolahan     |
| 2018 | James Maddison   |
| 2019 | Teemu Pukki      |
| 2020 | Tim Krul         |
| 2021 | Emiliano Buendía |

### Inne sekcje sportowe
Norwich City posiada także inną sekcję – sekcję piłki nożnej kobiecej. Klub prowadzi Greg Dimsey. Swoje mecze rozgrywają na Plantation Park. Grają w 4 lidze kobiecej.

### Przynależność lig
- 1920-34: Football League Third Division
- 1934-39: Football League Second Division
- 1946-60: Football League Third Division
- 1960-72: Football League Second Division
- 1972-74: Football League First Division
- 1974/75: Football League Second Division
- 1975-81: Football League First Division
- 1981/82: Football League Second Division
- 1982-85: Football League First Division
- 1985/86: Football League Second Division
- 1986-92: Football League First Division
- 1992-95: FA Premier League
- 1995-2004: Football League First Division
- 2004/05: FA Premier League
- 2005-09: Football League Championship
- 2009/10: Football League One
- 2010/11: Football League Championship
- 2011-14: FA Premier League
- 2014/15: Football League Championship
- 2015/16: FA Premier League
- 2016−19: Football League Championship
- 2019−20: FA Premier League
- 2020−21: Football League Championship
- 2021−22: FA Premier League
- 2022−: Football League Championship

## Europejskie puchary
Legenda do wszystkich tabel:
- Q – runda eliminacyjna, 1/16, 1/8, 1/4, 1/2 – odpowiednia faza rozgrywek, Grupa – runda grupowa, 1r gr – pierwsza runda grupowa, 2r gr – druga runda grupowa, F – finał, R – runda, PO – play-off
- k. – rzuty karne, los. – losowanie, Dogr. – dogrywka, w. – zasada bramek strzelonych na wyjeździe

| Sezon   | Rozgrywki   | Runda | Przeciwnik       | Dom | Wyjazd | Ogólnie |
| ------- | ----------- | ----- | ---------------- | --- | ------ | ------- |
| 1993/94 | Puchar UEFA | 1R    | Vitesse          | 3–0 | 0–0    | 3–0     |
| 1993/94 | Puchar UEFA | 2R    | Bayern Monachium | 1–1 | 2–1    | 3–2     |
| 1993/94 | Puchar UEFA | 3R    | Inter Mediolan   | 0–1 | 0–1    | 0–2     |